# فرودگاه هارر مدا
فرودگاه هارر مدا (به انگلیسی: Harar Meda Airport) یک فرودگاه نظامی با کد یاتا QHR است که یک باند فرود سنگفرش دارد و طول باند آن ۳۱۷۹ متر است. این فرودگاه در کشور اتیوپی قرار دارد .